# Plectrude
Plectrude ou Plectrudis (née vers 650 et morte après 717), fille de Hugobert, sénéchal de Clovis III, et probablement d'Irmina d'Oeren, fut une épouse de Pépin de Herstal, maire du palais d'Austrasie. Elle était issue des Hugobertides, une puissante famille qui possédait de nombreuses terres entre Cologne et Trèves.
C'est une sainte des Églises chrétiennes célébrée le 10 août,.

## Biographie
Elle épouse entre 670 et 675 Pépin de Herstal, maire du palais d'Austrasie et donne naissance à :
- Drogon († 708), duc de Champagne ;
- Grimoald († 714), maire du palais ;
- éventuellement un Pépin, mort en bas âge, cité dans le Liber memorialis de Remiremont à proximité de Pépin de Herstal, de Grimoald, de Drogo et de Charles Martel, sans indication lien de parenté. Les historiens qui se sont penchés sur cette liste estiment qu'il s'agit d'un fils de Pépin de Herstal, non autrement connu car mort jeune[6].

En 687, Pépin de Herstal écrase les Neustriens et contrôle l'ensemble des royaumes francs. En 690, Pépin prend une concubine, Alpaïde, qui donne naissance au futur Charles Martel. Peu avant sa mort, Pépin organise sa succession en installant son fils Grimoald, déjà maire du palais d'Austrasie depuis 695, comme maire du palais de Neustrie et de Bourgogne, mais ce dernier est assassiné par un Frison en avril 714. Pépin désigne alors comme successeur son petit-fils Théodebald, âgé de sept ans.
Les Neustriens, conduits par Ragenfrid, se révoltent contre Plectrude et la battent en 715 dans la forêt de Compiègne. Ragenfrid s'empare des trésors de Plectrude, abandonnés sur le champ de bataille et, Dagobert III venant juste de mourir, place Chilpéric II sur le trône neustrien. Puis il proclame Chilpéric également roi d'Austrasie, s'allie à Radbod, duc des Frisons, et attaque l'Austrasie. C'est à ce moment que Charles Martel parvient à regrouper des partisans pour repousser les Neustriens. Après un premier échec, il leur tend avec succès une embuscade à Amblève, puis les défait à Vinchy le 28 mai 717. Désormais accepté par les Austrasiens comme leur chef, il oblige Plectrude et Theodebald à renoncer au pouvoir, confisque les biens de Plectrude et l'enferme dans un couvent,.

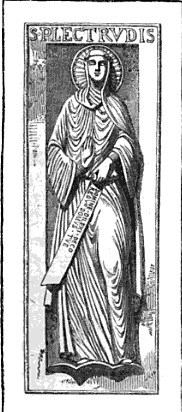
Représentation de Sainte Plectrude.

## Généalogie
|            |            |            |            | Hugobert († 698) sénéchal | Hugobert († 698) sénéchal | Hugobert († 698) sénéchal | Hugobert († 698) sénéchal | Hugobert († 698) sénéchal | Hugobert († 698) sénéchal |                        |                        |                                 |                                 |                                 |                                 |                                 |                                 |           |           | Irmina d'Oeren († ap. 710) abbesse | Irmina d'Oeren († ap. 710) abbesse | Irmina d'Oeren († ap. 710) abbesse | Irmina d'Oeren († ap. 710) abbesse | Irmina d'Oeren († ap. 710) abbesse | Irmina d'Oeren († ap. 710) abbesse |       |       |       |       |  |  |                                           |                                           |                                           |                                           |                                           |                                           |                                        |                                        |                                               |                                               |                                               |                                               |                                               |                                               |         |         |         |         |         |         |  |  |  |  |  |  |
|            |            |            |            | Hugobert († 698) sénéchal | Hugobert († 698) sénéchal | Hugobert († 698) sénéchal | Hugobert († 698) sénéchal | Hugobert († 698) sénéchal | Hugobert († 698) sénéchal |                        |                        |                                 |                                 |                                 |                                 |                                 |                                 |           |           | Irmina d'Oeren († ap. 710) abbesse | Irmina d'Oeren († ap. 710) abbesse | Irmina d'Oeren († ap. 710) abbesse | Irmina d'Oeren († ap. 710) abbesse | Irmina d'Oeren († ap. 710) abbesse | Irmina d'Oeren († ap. 710) abbesse |       |       |       |       |  |  |                                           |                                           |                                           |                                           |                                           |                                           |                                        |                                        |                                               |                                               |                                               |                                               |                                               |                                               |         |         |         |         |         |         |  |  |  |  |  |  |
|            |            |            |            |                           |                           |                           |                           |                           |                           |                        |                        |                                 |                                 |                                 |                                 |                                 |                                 |           |           |                                    |                                    |                                    |                                    |                                    |                                    |       |       |       |       |  |  |                                           |                                           |                                           |                                           |                                           |                                           |                                        |                                        |                                               |                                               |                                               |                                               |                                               |                                               |         |         |         |         |         |         |  |  |  |  |  |  |
|            |            |            |            |                           |                           |                           |                           |                           |                           |                        |                        | Plectrude                       | Plectrude                       | Plectrude                       | Plectrude                       | Plectrude                       | Plectrude                       |           |           |                                    |                                    |                                    |                                    |                                    |                                    |       |       |       |       |  |  |                                           |                                           | Pépin le Jeune († 714) maire du palais    | Pépin le Jeune († 714) maire du palais    | Pépin le Jeune († 714) maire du palais    | Pépin le Jeune († 714) maire du palais    | Pépin le Jeune († 714) maire du palais | Pépin le Jeune († 714) maire du palais |                                               |                                               |                                               |                                               |                                               |                                               | Alpaïde | Alpaïde | Alpaïde | Alpaïde | Alpaïde | Alpaïde |  |  |  |  |  |  |
|            |            |            |            |                           |                           |                           |                           |                           |                           |                        |                        | Plectrude                       | Plectrude                       | Plectrude                       | Plectrude                       | Plectrude                       | Plectrude                       |           |           |                                    |                                    |                                    |                                    |                                    |                                    |       |       |       |       |  |  |                                           |                                           | Pépin le Jeune († 714) maire du palais    | Pépin le Jeune († 714) maire du palais    | Pépin le Jeune († 714) maire du palais    | Pépin le Jeune († 714) maire du palais    | Pépin le Jeune († 714) maire du palais | Pépin le Jeune († 714) maire du palais |                                               |                                               |                                               |                                               |                                               |                                               | Alpaïde | Alpaïde | Alpaïde | Alpaïde | Alpaïde | Alpaïde |  |  |  |  |  |  |
|            |            |            |            |                           |                           |                           |                           |                           |                           |                        |                        |                                 |                                 |                                 |                                 |                                 |                                 |           |           |                                    |                                    |                                    |                                    |                                    |                                    |       |       |       |       |  |  |                                           |                                           |                                           |                                           |                                           |                                           |                                        |                                        |                                               |                                               |                                               |                                               |                                               |                                               |         |         |         |         |         |         |  |  |  |  |  |  |
|            |            |            |            |                           |                           |                           |                           |                           |                           |                        |                        |                                 |                                 |                                 |                                 |                                 |                                 |           |           |                                    |                                    |                                    |                                    |                                    |                                    |       |       |       |       |  |  |                                           |                                           |                                           |                                           |                                           |                                           |                                        |                                        |                                               |                                               |                                               |                                               |                                               |                                               |         |         |         |         |         |         |  |  |  |  |  |  |
|            |            |            |            |                           |                           |                           |                           |                           |                           |                        |                        | Drogon († 708) duc de Champagne | Drogon († 708) duc de Champagne | Drogon († 708) duc de Champagne | Drogon († 708) duc de Champagne | Drogon († 708) duc de Champagne | Drogon († 708) duc de Champagne |           |           |                                    |                                    |                                    |                                    |                                    |                                    |       |       |       |       |  |  | Grimoald II († 714) maire du palais       | Grimoald II († 714) maire du palais       | Grimoald II († 714) maire du palais       | Grimoald II († 714) maire du palais       | Grimoald II († 714) maire du palais       | Grimoald II († 714) maire du palais       |                                        |                                        | Charles Martel (v. 690 † 741) maire du palais | Charles Martel (v. 690 † 741) maire du palais | Charles Martel (v. 690 † 741) maire du palais | Charles Martel (v. 690 † 741) maire du palais | Charles Martel (v. 690 † 741) maire du palais | Charles Martel (v. 690 † 741) maire du palais |         |         |         |         |         |         |  |  |  |  |  |  |
|            |            |            |            |                           |                           |                           |                           |                           |                           |                        |                        | Drogon († 708) duc de Champagne | Drogon († 708) duc de Champagne | Drogon († 708) duc de Champagne | Drogon († 708) duc de Champagne | Drogon († 708) duc de Champagne | Drogon († 708) duc de Champagne |           |           |                                    |                                    |                                    |                                    |                                    |                                    |       |       |       |       |  |  | Grimoald II († 714) maire du palais       | Grimoald II († 714) maire du palais       | Grimoald II († 714) maire du palais       | Grimoald II († 714) maire du palais       | Grimoald II († 714) maire du palais       | Grimoald II († 714) maire du palais       |                                        |                                        | Charles Martel (v. 690 † 741) maire du palais | Charles Martel (v. 690 † 741) maire du palais | Charles Martel (v. 690 † 741) maire du palais | Charles Martel (v. 690 † 741) maire du palais | Charles Martel (v. 690 † 741) maire du palais | Charles Martel (v. 690 † 741) maire du palais |         |         |         |         |         |         |  |  |  |  |  |  |
|            |            |            |            |                           |                           |                           |                           |                           |                           |                        |                        |                                 |                                 |                                 |                                 |                                 |                                 |           |           |                                    |                                    |                                    |                                    |                                    |                                    |       |       |       |       |  |  |                                           |                                           |                                           |                                           |                                           |                                           |                                        |                                        |                                               |                                               |                                               |                                               |                                               |                                               |         |         |         |         |         |         |  |  |  |  |  |  |
| Arnulf duc | Arnulf duc | Arnulf duc | Arnulf duc | Arnulf duc                | Arnulf duc                |                           |                           | Hugues évêque de Rouen    | Hugues évêque de Rouen    | Hugues évêque de Rouen | Hugues évêque de Rouen | Hugues évêque de Rouen          | Hugues évêque de Rouen          |                                 |                                 | Godofried                       | Godofried                       | Godofried | Godofried | Godofried                          | Godofried                          |                                    |                                    | Pépin                              | Pépin                              | Pépin | Pépin | Pépin | Pépin |  |  | Théodebald (v. 707 † 741) maire du palais | Théodebald (v. 707 † 741) maire du palais | Théodebald (v. 707 † 741) maire du palais | Théodebald (v. 707 † 741) maire du palais | Théodebald (v. 707 † 741) maire du palais | Théodebald (v. 707 † 741) maire du palais |                                        |                                        |                                               |                                               |                                               |                                               |                                               |                                               |         |         |         |         |         |         |  |  |  |  |  |  |